# Ярославский наслег
Ярославский наслег — сельское поселение в Ленском районе Якутии Российской Федерации.
Административный центр — посёлок Ярославский.

## История
Статус и границы сельского поселения установлены Законом Республики Саха (Якутия) от 30 ноября 2004 года N 173-З N 353-III «Об установлении границ и о наделении статусом городского и сельского поселений муниципальных образований Республики Саха (Якутия)».

## Население
| 2002 | 2010 | 2011 | 2012 | 2013 | 2014 | 2015 |
| ---- | ---- | ---- | ---- | ---- | ---- | ---- |
| 639  | ↘501 | ↘500 | →500 | ↘496 | ↘464 | ↘435 |
| 2016 | 2017 | 2018 | 2019 | 2020 | 2021 |      |
| ↘416 | ↘398 | ↘392 | ↘387 | ↘385 | ↘381 |      |

## Состав сельского поселения
| № | Населённый пункт | Тип населённого пункта          | Население |
| - | ---------------- | ------------------------------- | --------- |
| 1 | Хамра            | посёлок                         | ↘93       |
| 2 | Ярославский      | посёлок, административный центр | ↘219      |